# Mariano Meynier
Mariano Marcelo Meynier (Paraná, Provincia de Entre Ríos, Argentina; 5 de mayo de 2003) es un futbolista argentino. Juega como delantero y su primer equipo fue Unión de Santa Fe. Actualmente milita en Sportivo Las Parejas del Torneo Federal A.

## Trayectoria

### Unión de Santa Fe
Nacido en Paraná, Mariano Meynier se inició en las infantiles de Patronato hasta que a los 8 años se trasladó a Santa Fe para jugar en el club Corinthians de la liga local. Desde allí dio el gran salto al sumarse a Unión, donde hizo inferiores y en 2019 pasó a formar parte del equipo de Reserva.
En 2022 sufrió una seria lesión ligamentaria cuya recuperación demandó más tiempo del esperado y por ende lo mantuvo alejado durante toda la temporada. Al año siguiente regresó a las canchas y lo hizo en gran forma, ya que se transformó en capitán de la Reserva y marcó 10 goles en 16 partidos; estos números llamaron la atención del flamante entrenador Cristian González, quien decidió subirlo al plantel profesional y además le dio la chance de debutar con la camiseta tatengue: el 15 de julio, en el empate como local 0-0 ante Platense, ingresó a los 18 del ST en reemplazo de Junior Marabel.

### Patronato de Paraná
En busca de continuidad, a principios de 2024 fue cedido a préstamo a Patronato de Paraná por una temporada. Sin embargo, jugó poco y no logró convertir goles.

### 9 de Julio de Rafaela
Tras regresar del préstamo y no ser tenido en cuenta, Unión decidió cederlo nuevamente, esta vez a 9 de Julio de Rafaela.

### Sportivo Las Parejas
A mediados de 2025 se desvinculó de 9 de Julio de Rafaela y volvió a Unión, donde acordó la rescisión de su contrato y quedó en libertad de acción. Ya con el pase en su poder se incorporó a Sportivo Las Parejas.

## Clubes
- Actualizado al 26 de julio de 2025

| Club                           | Div.                | Temporada           | Liga | Liga | Copa Nacional | Copa Nacional | Copa Internacional | Copa Internacional | Total | Total |
| Club                           | Div.                | Temporada           | PJ   | G    | PJ            | G             | PJ                 | G                  | PJ    | G     |
| ------------------------------ | ------------------- | ------------------- | ---- | ---- | ------------- | ------------- | ------------------ | ------------------ | ----- | ----- |
| Unión Argentina                | 1.ª                 | 2023                | 2    | 0    | 0             | 0             | -                  | -                  | 2     | 0     |
| Unión Argentina                | Total               | Total               | 2    | 0    | 0             | 0             | -                  | -                  | 2     | 0     |
| Patronato Argentina            | 2.ª                 | 2024                | 10   | 0    | -             | -             | -                  | -                  | 10    | 0     |
| Patronato Argentina            | Total               | Total               | 10   | 0    | -             | -             | -                  | -                  | 10    | 0     |
| 9 de Julio (R) Argentina       | 3.ª                 | 2025                | 11   | 0    | -             | -             | -                  | -                  | 11    | 0     |
| 9 de Julio (R) Argentina       | Total               | Total               | 11   | 0    | -             | -             | -                  | -                  | 11    | 0     |
| Sportivo Las Parejas Argentina | 3.ª                 | 2025                | 3    | 0    | -             | -             | -                  | -                  | 3     | 0     |
| Sportivo Las Parejas Argentina | Total               | Total               | 3    | 0    | -             | -             | -                  | -                  | 3     | 0     |
| Total en su carrera            | Total en su carrera | Total en su carrera | 26   | 0    | 0             | 0             | -                  | -                  | 26    | 0     |